# بيرس بيرد
بيرس بيرد (بالإنجليزية: Pierce Bird)‏ هو لاعب كرة قدم بريطاني في مركز الدفاع، ولد في 16 أبريل 1999 في نوتنغهام في المملكة المتحدة. شارك مع منتخب أيرلندا الشمالية تحت 21 سنة لكرة القدم. أما مع النوادي، فقد لعب مع نوتس كاونتي.